# Шахтний клапан
Шахтний вентиляційний клапан (рос. шахтный клапан (вентиляционный клапан), англ. air valve, нім. Gruben-Ventilationsklappe f, Wetterblende f — спрощений шлюзовий пристрій, що дає змогу здійснювати підйом та спуск людей і вантажів, не порушуючи вентиляції, тобто не створюючи «короткої течії» між вентилятором і атмосферою. Застосовується в тих випадках, коли надшахтне приміщення вентиляційного ствола не має герметизуючих шлюзів. Виконується у вигляді залізної або дерев'яної кришки із залізною оковкою (окуттям), що закриває отвір для проходження кліті через приймальний майданчик.